# Сянка
Сянката най-просто се определя като отсъствие на светлина в дадена област, защото между нея и източник на светлина е разположено непрозрачно тяло. Сенките могат да бъдат ясни, контрастни, силно изразени при огледално отразена светлина и неясни, с размити граници при дифузно отразена светлина. Нагледен пример за разликата е сянка, получена на слънчева светлина в ясен ден, сравнена със сянка, получена при облачно време. Първата, вследствие на успоредни лъчи от слънцето, е ясно отчетлива. Обратно, дифузираната светлина от небето при облачно време ще даде мека, също дифузна сянка.
Динамична оклузия е често използван термин в компютърната графика, за да бъдат описани „меки“, дифузни сенки.
В аналитичната психология на Карл Юнг, сянката е несъзнавания за АЗ-а материал, който Юнг твърди, че може да се засече в сънищата. Сянката е „тъмната“ част от личността, която обикновено се проектира върху обект от външния свят. Чрез интеграцията на сянката в съзнателния живот настъпва процесът на индивидуация и достигане на по-цялостна личност.